# 徳島市不動中学校
徳島市不動中学校（とくしまし ふどうちゅうがっこう）は、徳島県徳島市不動本町にある公立中学校。

## 教育目標
- 人権教育を中核とし、人間的触れ合いを大切にして、相互の信頼と愛情に結ばれた人間性・社会性豊かな生徒の育成に努める。

めざす生徒像
- 積極的に勉学に励み、常に向上しようとする生徒
- 心身共に健康で明るく、正しいものや美しいものに感動する生徒
- 物事を合理的・客観的に考え、真理を求める生徒
- 自他の立場や考えを理解し、協力してよりよい集団作りができる生徒
- 自尊心や郷土愛に満ちた生徒

学校経営方針
- 生き抜く力を育てる人権教育
- 力をつける学習指導
- 豊かな心とたくましい身体を育てる教育
- 心のかよう生徒指導
- 職員研修と服務

## 関連学校
- 徳島市不動小学校

## 通学区域が隣接している学校
- 徳島市北井上中学校
- 徳島市国府中学校
- 徳島市加茂名中学校
- 徳島市城西中学校
- 徳島市応神中学校
- 藍住町立藍住中学校

## 周辺
- 赤池川
- 赤池川水ぎわ公園